# Asterolasia elegans
Asterolasia elegans là một loài thực vật có hoa trong họ Cửu lý hương. Loài này được L.McDougall & Porteners mô tả khoa học đầu tiên năm 1990.